# Wolff Schenk zu Tautenburg

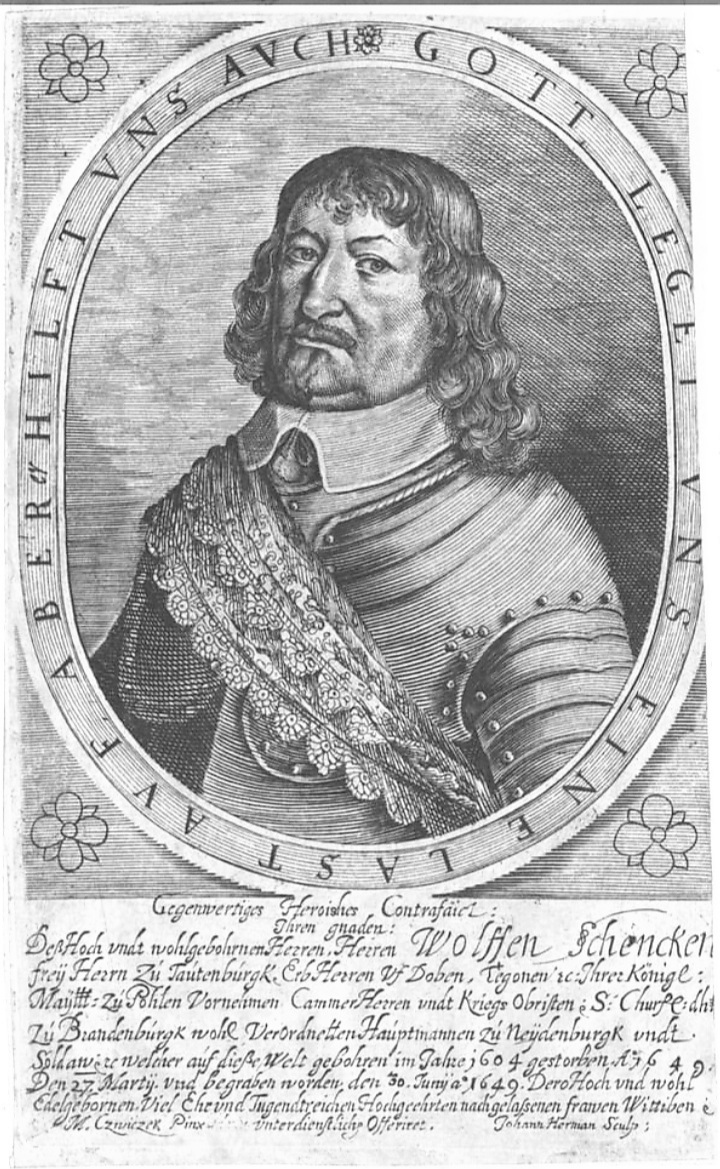
Wolff Schenk, Freiherr zu Tautenburg (1604–1649)

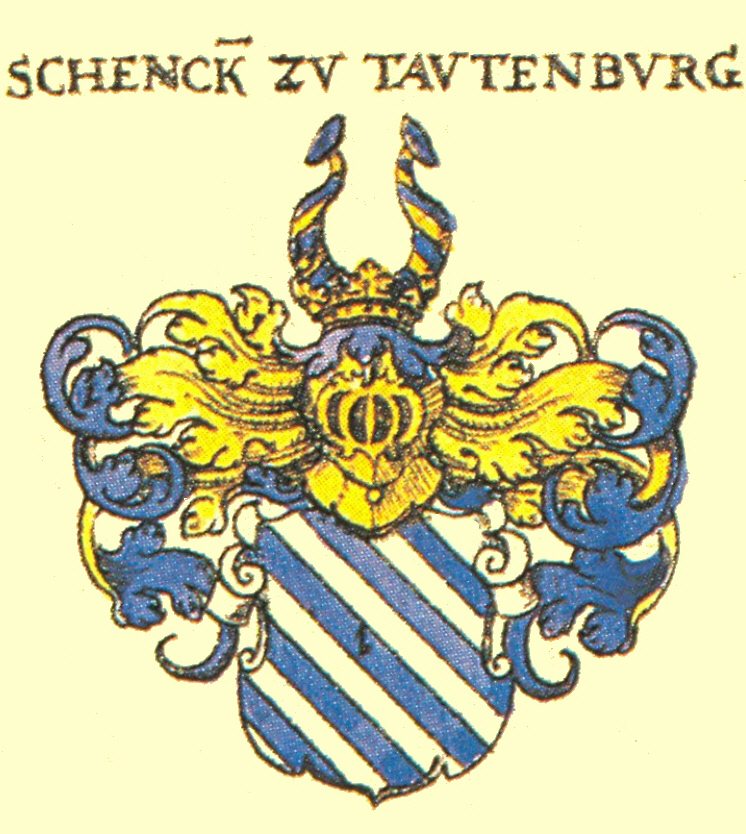
Wappen Schenk zu Tautenburg

Wolff Freiherr Schenk zu Tautenburg, auch Wolfgang Schenk von Tautenburg (* 1604; † 27. März 1649), war ein preußischer Edelmann in niederländischen, polnischen und kurbrandenburgischen Diensten.

## Leben
Wolff war Angehöriger der preußischen Freiherren Schenk zu Tautenburg. Seine Eltern waren Wilhelm Freiherr Schenk zu Tautenburg († 1633) und Barbara, geb. von Heydeck. Er vermählte sich 1647 mit Elisabeth von Podewils (1611–1667), einer Tochter des Ludwig von Podewils (1588–1622), preußischer Landrat und Amtshauptmann in Ragnit und der Sybilla Sophia, geb. Freiin von Eulenburg a.d.H. Gallingen († 1657). Die Ehe blieb ohne Kinder. In der St.-Georg-Kirche in Rastenburg befand sich eine Tafel der Eheleute.
Er kämpfte in seiner Jugend im Achtzigjährigen Krieg auf Seiten der Niederlande, nahm bei Herzogenbusch eine spanische Silberflotte, wofür er zum Kapitän ernannt wurde. Er umsegelte später Afrika und kämpfte in Amerika drei Jahre gegen die Spanier zur See. Für ein Jahr führte er das Kommando in Pernambuco. Zurück in Preußen wurde er kurbrandenburgischer Amtshauptmann in Neidenburg und Soldau. Als polnischer Gesandter schlichtete er für Władysław IV. Wasa einen Streit mit Dänemark, wofür er die Kammerherrenwürde erhielt. Zuletzt führte er als Kriegsobrist ein polnisches Regiment deutschen Fußvolkes.
Wolff Schenk zu Tautenburg war Herr auf Burg Doben mit Deyguhnen, Kühnort und Steinhof, alle im Kreis Angerburg, sowie Salzbach, Kreis Rastenburg. Es ist wohl seinem vielbewegten Leben zuzuschreiben, dass er nach dem 1640 erfolgten Absterben seiner agnatischen Verwandten, der Freiherren Schenk von Tautenburg in der Stammheimat Thüringen, seine rechtlich begründeten Erbansprüche auf die thüringischen Mannlehen, darunter die Herrschaft Tautenburg, zunächst nicht geltend machte. Jedoch versuchte er noch 1647 Einspruch gegen die Erbfolge seines Stammverwandten Christian Schenk zu Tautenburg zu machen, der am 3. August 1640 mit 41 Jahren in Tautenburg verstorben war und zuvor vom Lehnsherrn Kurfürst Johann Georg I. die Anwartschaft an Heinrich von Taube und Dietrich von Werthern als Lehnsnachfolger und Besitzer erteilt wurde, die mit Christians Tod in Kraft trat. Dabei hatte Christian Schenk seine einzige nächste Verwandte, seine Tante Anna, unversorgt hinterlassen, so dass sie völlig verarmt 1645 im Alter von 82 Jahren in Gera starb. Wolff Schenks eigener Tod im Jahr 1649 vereitelte aber seine Bemühungen bezüglich des Erbes seines entfernten Vetters Christian in Thüringen. Die Herrschaft Tautenburg kam schließlich als heimgefallenes Lehen an Kursachsen zurück, kam in Besitz des Grafen Moritz von Sachsen (1696–1750), des Herzogs von Kurland und Marschalls von Frankreich, und gehörte in der Folge zum Haus Sachsen-Weimar, bzw. dem späteren Großherzogtum Sachsen, in dessen Staatswappen der Tautenburg'sche gestreifte Wappenschild Einzug fand.